# Gilman (Illinois)
Gilman é uma cidade localizada no estado americano de Illinois, no Condado de Iroquois.

## Demografia
Segundo o censo americano de 2000, a sua população era de 1793 habitantes.
Em 2006, foi estimada uma população de 1778, um decréscimo de 15 (-0.8%).

## Geografia
De acordo com o United States Census Bureau tem uma área de
5,6 km², dos quais 5,5 km² cobertos por terra e 0,1 km² cobertos por água. Gilman localiza-se a aproximadamente 192 m acima do nível do mar.

## Localidades na vizinhança
O diagrama seguinte representa as localidades num raio de 20 km ao redor de Gilman.